# Медяковский
Медяковский — посёлок в Каргатском районе Новосибирской области. Входит в состав Мусинского сельсовета. 

## География
Площадь посёлка — 83 гектара. 

## Население
| 2002 | 2007 | 2010 |
| ---- | ---- | ---- |
| 35   | ↘32  | ↘27  |

## Инфраструктура
В посёлке по данным на 2007 год функционирует 1 учреждение здравоохранения.